# Glenea didyma
Glenea didyma är en skalbaggsart som beskrevs av Aurivillius 1903. Glenea didyma ingår i släktet Glenea och familjen långhorningar. Inga underarter finns listade i Catalogue of Life.